# Bulgariska fotbollsunionen
Bulgariska fotbollsunionen (BFU) (bulgariska: Български футболен съюз (БФС) är Bulgariens fotbollsförbund. De ordnar med ligan, Bulgariska professionella A-fotbollsgruppen och Bulgariens herrlandslag i fotboll.
Förbundet finns i Sofia och bildades 1923 som fotbollsavdelningen i Bulgariens nationella sportförbund, vilket fanns fram till 1944 års kupp. Fotbollsavdelningen kallades för "centrala fotbollskommittén" fram till 1948, "republikanska fotbollskommittén" fram till 1962 och "Bulgariska fotbollsfederationen" fram till 1985. Den 27 juni 1985 antogs namnet "Bulgariska fotbollsunionen".
Man gick med i Fifa 1924 och Uefa 1954.

## Ordförande
| Ordförande                                                                  | Period      |
| --------------------------------------------------------------------------- | ----------- |
| Pavel Grozdanov, Tsvetan Genov, Ivan Batandzhiev, L. Sokerov och D. Hristov | 1923-1944   |
| Georgi Stoyanov                                                             | (1946-1948) |
| Isak Katalan                                                                | 1948        |
| Ivan Nikolov                                                                | 1948-1949   |
| Mladen Nikolov                                                              | 1949-1951   |
| Petar Kolarov                                                               | 1951-1952   |
| Stefan Petrov                                                               | 1952-1959   |
| Lachezar Avramov                                                            | 1959-1961   |
| Kiril Nestorov                                                              | 1961-1962   |
| Nedyalko Donski                                                             | 1962-1970   |
| Danail Nikolov                                                              | 1970-1975   |
| Ivan Nikolov                                                                | 1975-1979   |
| Krum Vasilchev                                                              | 1979-1982   |
| Dimitar Nikolov                                                             | 1982-1984   |
| Ivan Shpatov                                                                | 1984-1986   |
| Andon Traykov                                                               | 1986-1990   |
| Slavcho Tepavicharov                                                        | 1990-1991   |
| Dimitar Largov                                                              | 1991-1993   |
| Valentin Mihov                                                              | 1993-1994   |
| Hristo Danov                                                                | 1994-1995   |
| Ivan Slavkov                                                                | 1995-2005   |
| Borislav Mikhailov                                                          | 2005-       |